# Riserva speciale di Nosy Mangabe
La Riserva speciale di Nosy Mangabe è una piccola area naturale protetta ubicata sulla omonima isola nella baia d'Antongil, circa 2 km al largo della città di Maroantsetra, nel Madagascar orientale.
La riserva, che tutela un'area di circa 6 km² di foresta pluviale, fa parte del più ampio complesso del Parco nazionale di Masoala.

## Fauna
La riserva ospita cinque specie di lemuri: l'aye-aye (Daubentonia madagascariensis), il lemure dalla fronte bianca (Eulemur albifrons), il vari bianconero (Varecia variegata), il Microcebus rufus  e il Cheirogaleus major.

Un censimento effettuato nel 2000 ha registrato la presenza di sei diverse specie di pipistrelli: Paremballonura atrata, Miniopterus manavi, Miniopterus gleni, Hipposideros commersoni, Myotis goudoti e Myzopoda aurita.

La foresta ospita un ricco contingente di rettili tra cui il geco coda a foglia (Uroplatus fimbriatus), il geco vellutato di Antongil (Blaesodactylus antongilensis), numerose specie di camaleonti tra cui il minuscolo Brookesia peyrierasi e numerose specie di serpenti tra cui il boa arboricolo del Madagascar (Sanzinia madagascariensis).

Tra gli anfibi merita una menzione Rhombophryne mangabensis, una minuscola rana dallo stile di vita fossorio, endemica della riserva.

## Accessi e strutture ricettive
L'isola si può raggiungere con piccole imbarcazioni a motore. La breve distanza dalla costa consente anche solo una semplice visita diurna, anche se è consigliabile restarvi almeno una notte, per potere osservare l'aye-aye.
Non vi sono insediamenti umani, ma esiste un campo attrezzato con bagni e cucine, che serve da base per ricercatori ed eco-turisti.